# Radek Drulák
Radek Drulák (Olomouc, 12 gennaio 1962) è un ex calciatore ceco, di ruolo attaccante.
Nazionale sia della Cecoslovacchia sia della Repubblica Ceca, durante la sua carriera ha firmato 206 gol nei campionati in patria e in Germania, segnando sei volte con la nazionale ceca. Calciatore ceco dell'anno nel 1995, ha vinto tre titoli di capocannoniere ed è stato il primo calciatore a vincere per due volte - tra l'altro consecutive - il premio come miglior marcatore del campionato ceco. È stato anche il miglior marcatore della storia del campionato ceco (con 64 reti), prima del sorpasso avvenuto nel 1998 (stagione 1998-1999) da parte di Horst Siegl.

## Carriera

### Club
Dopo aver iniziato nello Spartak Hulín, a quindici anni passò nelle giovanili del TJ Gottwaldov. Nel 1981 passò al RH Cheb. Dopo mezzo anno passato al RH Sušice ritornò al Cheb dove si affermò un buon attaccante e grazie a questa qualità, nel 1984 ricevette la sua prima chiamata nella Nazionale cecoslovacca.
Nel 1987 si trasferì al Sigma Olomouc dove si fece notare ulteriormente per la sua media-reti. Nel 1990 passò in Germania all'Oldenburg, a quel tempo in 2. Fußball-Bundesliga Nord. Con la squadra bianco-blu sfiorò la promozione in Bundesliga e fu nella stagione 1991-1992 capocannoniere della divisione con 21 reti. L'impresa però non si ripeté l'anno successivo con la squadra che si classificò al ventiduesimo e terzultimo posto del campionato.
La retrocessione dell'Oldenburg spinse il calciatore ad andare al Chemnitzer FC, sempre in 2. Fußball-Bundesliga, ma dopo 18 partite senza marcature ritornò nel 1994 in Repubblica Ceca, questa volta al Petra Drnovice. Nel 1997 fu acquistato dal Linz ma nello stesso anno fu ceduto al Sigma Olomouc. Terminò la carriera nel 1999 con l'FK Holice 1932.

### Nazionale
Giocò sia per la Cecoslovacchia che per la Rep. Ceca. Con la prima giocò tre partite, con la seconda collezionò sedici presenze impreziosite da sei reti. Partecipò al campionato d'Europa 1996, dove la Repubblica Ceca raggiunse la finale persa con la Germania.

## Statistiche

### Cronologia presenze e reti in nazionale
| Cronologia completa delle presenze e delle reti in nazionale ― Cecoslovacchia | Cronologia completa delle presenze e delle reti in nazionale ― Cecoslovacchia | Cronologia completa delle presenze e delle reti in nazionale ― Cecoslovacchia | Cronologia completa delle presenze e delle reti in nazionale ― Cecoslovacchia | Cronologia completa delle presenze e delle reti in nazionale ― Cecoslovacchia | Cronologia completa delle presenze e delle reti in nazionale ― Cecoslovacchia | Cronologia completa delle presenze e delle reti in nazionale ― Cecoslovacchia | Cronologia completa delle presenze e delle reti in nazionale ― Cecoslovacchia |
| Data                                                                          | Città                                                                         | In casa                                                                       | Risultato                                                                     | Ospiti                                                                        | Competizione                                                                  | Reti                                                                          | Note                                                                          |
| ----------------------------------------------------------------------------- | ----------------------------------------------------------------------------- | ----------------------------------------------------------------------------- | ----------------------------------------------------------------------------- | ----------------------------------------------------------------------------- | ----------------------------------------------------------------------------- | ----------------------------------------------------------------------------- | ----------------------------------------------------------------------------- |
| 28-3-1984                                                                     | Erfurt                                                                        | Germania Est                                                                  | 2 – 1                                                                         | Cecoslovacchia                                                                | Amichevole                                                                    | -                                                                             | 63’                                                                           |
| 7-4-1984                                                                      | Verona                                                                        | Italia                                                                        | 1 – 1                                                                         | Cecoslovacchia                                                                | Amichevole                                                                    | -                                                                             | 59’                                                                           |
| 11-4-1989                                                                     | Vienna                                                                        | Austria                                                                       | 1 – 2                                                                         | Cecoslovacchia                                                                | Amichevole                                                                    | -                                                                             | 88’                                                                           |
| Totale                                                                        |                                                                               | Presenze                                                                      | 3                                                                             |                                                                               | Reti                                                                          | 0                                                                             |                                                                               |

| Cronologia completa delle presenze e delle reti in nazionale ― Rep. Ceca | Cronologia completa delle presenze e delle reti in nazionale ― Rep. Ceca | Cronologia completa delle presenze e delle reti in nazionale ― Rep. Ceca | Cronologia completa delle presenze e delle reti in nazionale ― Rep. Ceca | Cronologia completa delle presenze e delle reti in nazionale ― Rep. Ceca | Cronologia completa delle presenze e delle reti in nazionale ― Rep. Ceca | Cronologia completa delle presenze e delle reti in nazionale ― Rep. Ceca | Cronologia completa delle presenze e delle reti in nazionale ― Rep. Ceca |
| Data                                                                     | Città                                                                    | In casa                                                                  | Risultato                                                                | Ospiti                                                                   | Competizione                                                             | Reti                                                                     | Note                                                                     |
| ------------------------------------------------------------------------ | ------------------------------------------------------------------------ | ------------------------------------------------------------------------ | ------------------------------------------------------------------------ | ------------------------------------------------------------------------ | ------------------------------------------------------------------------ | ------------------------------------------------------------------------ | ------------------------------------------------------------------------ |
| 8-5-1995                                                                 | Bratislava                                                               | Slovacchia                                                               | 1 – 1                                                                    | Rep. Ceca                                                                | Amichevole                                                               | -                                                                        | 80’                                                                      |
| 7-6-1995                                                                 | Lussemburgo                                                              | Lussemburgo                                                              | 1 – 0                                                                    | Rep. Ceca                                                                | Qual. Euro 1996                                                          | -                                                                        | 59’                                                                      |
| 16-8-1995                                                                | Oslo                                                                     | Norvegia                                                                 | 1 – 1                                                                    | Rep. Ceca                                                                | Qual. Euro 1996                                                          | -                                                                        | 77’                                                                      |
| 6-9-1995                                                                 | Praga                                                                    | Rep. Ceca                                                                | 2 – 0                                                                    | Norvegia                                                                 | Qual. Euro 1996                                                          | 1                                                                        | 18’                                                                      |
| 7-10-1995                                                                | Minsk                                                                    | Bielorussia                                                              | 0 – 2                                                                    | Rep. Ceca                                                                | Qual. Euro 1996                                                          | -                                                                        |                                                                          |
| 15-11-1995                                                               | Praga                                                                    | Rep. Ceca                                                                | 3 – 0                                                                    | Lussemburgo                                                              | Qual. Euro 1996                                                          | 2                                                                        |                                                                          |
| 13-12-1995                                                               | Kaifan                                                                   | Kuwait                                                                   | 1 – 2                                                                    | Rep. Ceca                                                                | Amichevole                                                               | 1                                                                        | cap.                                                                     |
| 26-3-1996                                                                | Ostrava                                                                  | Rep. Ceca                                                                | 3 – 0                                                                    | Turchia                                                                  | Amichevole                                                               | -                                                                        | 82’                                                                      |
| 24-4-1996                                                                | Praga                                                                    | Rep. Ceca                                                                | 2 – 0                                                                    | Irlanda                                                                  | Amichevole                                                               | -                                                                        |                                                                          |
| 1-6-1996                                                                 | Basilea                                                                  | Svizzera                                                                 | 1 – 2                                                                    | Rep. Ceca                                                                | Amichevole                                                               | -                                                                        | 46’                                                                      |
| 9-6-1996                                                                 | Manchester                                                               | Germania                                                                 | 2 – 0                                                                    | Rep. Ceca                                                                | Euro 1996 - 1º turno                                                     | -                                                                        | 46’ 49’                                                                  |
| 26-6-1996                                                                | Manchester                                                               | Rep. Ceca                                                                | 0 – 0 dts (6 – 5 dtr)                                                    | Francia                                                                  | Euro 1996 - Semifinale                                                   | -                                                                        | 70’                                                                      |
| 10-11-1996                                                               | Belgrado                                                                 | Jugoslavia                                                               | 1 – 0                                                                    | Rep. Ceca                                                                | Qual. Mondiali 1998                                                      | -                                                                        | 71’                                                                      |
| 11-12-1996                                                               | Casablanca                                                               | Nigeria                                                                  | 1 – 2                                                                    | Rep. Ceca                                                                | Torneo Hassan II 1996                                                    | 1                                                                        | 69’                                                                      |
| 12-12-1996                                                               | Casablanca                                                               | Croazia                                                                  | 1 – 1 dts (4 – 1 dtr)                                                    | Rep. Ceca                                                                | Torneo Hassan II 1996                                                    | 1                                                                        |                                                                          |
| 26-2-1997                                                                | Poděbrady                                                                | Rep. Ceca                                                                | 4 – 1                                                                    | Bielorussia                                                              | Amichevole                                                               | -                                                                        | 10’                                                                      |
| Totale                                                                   |                                                                          | Presenze                                                                 | 16                                                                       |                                                                          | Reti                                                                     | 6                                                                        |                                                                          |

## Palmarès

### Club
- Coppa Piano Karl Rappan: 1

Cheb: 1991

### Individuale
- Capocannoniere della 2. Fußball-Bundesliga: 1

1991-1992 (Girone Nord, 21 gol)
- Capocannoniere del campionato ceco: 2

1994-1995 (15 gol), 1995-1996 (22 gol)
- Calciatore ceco dell'anno: 1

1995
- Personalità ceca dell'anno: 1

1996